# Оријент експрес
Оријент експрес (енгл. Orient Express, фр. L'Orient-Express, тур. Şark Ekspresi) је један од најславнијих возова у историји железница. Саобраћао је на линији Париз—Истанбул. Био је у власништву предузећа Компањи Eнтернасионал де Вагон-Лит (фр. Compagnie Internationale des Wagons-Lits). Оријент експрес је постао синоним за луксузно путовање возом, иако то на почетку није био.

## Оригинална траса
Првобитна рута отворена је 4. октобра 1883. од Париза до града Ђурђу (Румунија), са станицама у Минхену и Бечу. У Ђурђу путници су пребацивани трајектом преко Дунава до града Русе у Бугарској. Тамо се пут настављао другим возом који је ишао за Варну где су путници опет морали да пређу на трајект који би их пребацио до Истанбула. Године 1885. отворена је славна траса преко Беча, Београда, до Ниша. Од Ниша до Пловдива путовало се кочијом а од Пловдива до Истанбула поново возом. Године 1889. завршена је и деоница Ниш—Пловдив па је комплетиран саобраћај возом на траси Париз—Беч—Београд—Ниш—Софија—Истанбул. У то доба Оријент експрес је саобраћао дневно од Париза до Будимпеште а три пута недељно последња станица му је била у Београду и Истанбулу. За Букурешт, Констанцу и Црно море возио је једном недељно.
Крајња станица на истоку је била Сиркечи гари (тур. Sirkeci Gari) у Истанбулу. Саобраћај је био активан до 19. маја 1977. Путници су настављали пут ка Азији трајектом од железничке станице Хајдарпаша (тур. Haydarpasa).

## За време Првог светског рата
Споразумом у Сен Жермену Аустрија је била приморана прихватити међународне возове. Са отварањем швајцарског тунела Симплон рута је пролазила и кроз Милано, Венецију, Трст, Љубљану и настављала је даље према Београду. Овај воз је био познат као Симплон Оријент експрес и био је додатак оригиналној рути.

## Златне године
Четрдесете године 20. века биле су врхунац Оријент експреса. Пут према истоку се спроводио на три паралелне трасе, Оријент експрес, Симплон Оријент експрес и Арлберг Оријент експрес који је возио преко Цириха, Инзбрука до Будимпеште. Од Будимпеште возили су вагони за спавање до Букурешта и Атине. У то време Оријент експрес добио је репутацију комфорног и луксузног воза. Возови су су се састојали од вагона за спавање и ручавање, који су били познати по одличној храни и специјалитетима. На њему се нашло све што је симболизовало богату буржоазију, пословне људе, дипломатију и племство. Тих година траса је продужена од Париза до Калеа, где су се укрцавали Енглези.
Посебно за путнике Оријент експреса у Истанбулу је недалеко од железничке станице Сиркечи саграђен и луксузни хотел Оријент експрес.

## За време Другог светског рата и Хладног рата
Саобраћај је био прекинут, али је немачка фирма Митропа преузела неке делове руте Оријент експреса. Због честих диверзија пруге на Балкану саобраћај је био заустављен.
Након завршетка рата саобраћај је поново успостављен али без грчког дела пруге, због неспоразума између Југославије и Грчке. Године 1951. је успостављен нормалан транзит али тада се, због Хладног рата и гвоздене завесе, затворила турско-бугарска граница. Саобраћај се некако одржао, али су се на границама комунистичких земаља вагони мењали вагонима државе кроз коју је воз пролазио.

## Директни Оријент експрес
Године 1962. обустављена је оригинална траса Оријент експреса и Арлбег Оријент експреса. Тако је радио само још Симплон Оријент експрес који је те године трансформисан у спорији Директ Оријент експрес и који је саобраћао дневно између Париза и Београда и два пута седмично између Париза, Истанбула и Атине.
Године 1971. власник саобраћајне линије се променио. Линија Париз—Атина је укинута 1976. а 1977. Оријент експрес је сасвим престао са радом. Последњи воз Оријент експреса је пошао за Истанбула 19. маја 1977.
Данас, Оријент експрес не саобраћа.

## Оживљавање легенде
Године 1982. приватна компанија је поново отворила Симплон Оријент експрес користећи оригиналне, реновиране вагоне из 1930. и 1940. Саобраћај се одвијао од Лондона преко Париза до Беча. Данас овај воз саобраћа једном недељно (од марта до новембра) и користе га богатији путници, који за карту издвоје око 1.800 евра.
Такође су славно име преузели и у Америци, где Амерички Оријент експрес циркулише у северном делу америчког континента (САД, Канада, Мексико).

## Оријент експрес у популарној култури
Легендарни Оријент експрес убрзо је постао главни протагониста у разним филмовима и књигама у којима су се обично дешавали мистериозни злочини са невероватним заплетима и узбудљивим романсама. Најпознатије дело је роман Агате Кристи, Убиство у Оријент експресу (енгл. Murder on the Orient Express). Још један добро познати роман је Воз за Истанбул (енгл. Stamboul train) аутора Грејама Грина.
Први филм о Оријент експресу био је приказан 1934. Немачки филм Orient-Express био је приказан 1945. Од савременијих филмова вреди поменути Смрт и судбина на Оријент експресу из 2000. године и Пут око света за 80 дана из 2004. Славни воз појављује се у многим другим књигама.
Један од најпознатијих романа и филмова у коме се појављује Оријент експрес је роман (филм) о Џејмс Бонду, Из Русије с љубављу и о Херкулу Поароу Агате Кристи, сниман по истоименом роману Убиство у Оријент експресу.
Постоји и компјутерска игра Посљедњи експрес (The last express).